# Viaggio in Egitto e in Terrasanta
Viaggio in Egitto e in Terrasanta (‘Viatge a Egipte i Terra Santa’) és un relat del viatge emprès per Lleonard Frescobaldi entre el 1384 i el 1385.

## Context
Frescobaldi s'havia trobat amb el seu amic Onofre dello Steccuto Visdomini, bisbe de Volterra, en nom de Carles III d'Anjou-Durazzo, rei de Nàpols. Aquest últim els havia encomanat avaluar el valor estratègic dels llocs que visitessin per a una potencial croada. El 10 d'agost, Frescobaldi, Jordi Guccio Guccio i Andreu di Francesco Runiccini sortiren de Florència cap a Venècia, on es reuniren amb uns altres quatre viatgers florentins: Simó di Gentile Sigoli, Antoni di Paolo Mei, Santi del Ricco i el sacerdot Bartomeu da Castelfocognano.

## Contingut
Els viatgers salparen el 4 de setembre. Frescobaldi, Gucci i Rinuccini portaven cadascun 400 ducats i 300 ducats en cartes de crèdit. Després de passar per Zacint, Modó i Coró, arribaren a Alexandria el 27 de setembre. Després d'un temps al Caire, el 5 d'octubre partiren cap al mont Sinaí, on arribaren el dia 28. Arribaren a Gaza el 12 de novembre, a Betlem el 21 i a Jerusalem l'endemà. Eixiren de Jerusalem el 2 de desembre, travessaren Samaria i entraren a Damasc el 9 de desembre. En sortiren el 29 de gener del 1385 i arribaren a Beirut després del 15 de febrer. Hi romangueren fins a principis de maig. Viatjaren a Venècia per mar. Durant la navegació, es trobaren amb diverses tempestes i arribaren a Itàlia després de diverses peripècies. Andreu Rinuccini i un altre company moriren durant el viatge.

## Anàlisi del text
Un cop a Florència, Frescobaldi començà a escriure els seus records de viatge amb el títol de Viaggio in Egitto e in Terrasanta (‘Viatge a Egipte i Terra Santa’). Aquest text no només descriu el pelegrinatge, sinó que també narra un viatge per terres estrangeres, dedicant especial atenció als aspectes seculars i comercials. Segueix una estructura de relat de viatge, detallant etapa per etapa les impressions de l'autor: les ciutats, les tradicions matrimonials dels «sarraïns», la gastronomia, la roba, l'agricultura, l'artesanat i els preus locals. No conté meravelles increïbles, però sí que presenta xifres superlatives, típiques de l'exotisme, tot procurant restar creïble en la descripció de les experiències del viatge.